# Sanningens mörker
Sanningens mörker är en svensk kortfilm från 2007. Filmen är skriven och regisserad av Kristian A Söderström. Den visades på Göteborgs filmfestival 2007. Den handlar om den unga studenten Sandra och den före detta dansösen Anna-Lisa.

## Rollista
| Alicia Vikander     | – Sandra Svensson   |
| Maria Fahl Vikander | – Anna-Lisa Schwake |
| László Hágó         | – Jonas             |
| Elna Gyllbrink      | – Elna              |